# 541 Deborah
541 Deborah è un asteroide della fascia principale del diametro medio di circa 57,01 km. Scoperto nel 1904, presenta un'orbita caratterizzata da un semiasse maggiore pari a 2,8149415 UA e da un'eccentricità di 0,0537112, inclinata di 6,00897° rispetto all'eclittica.
Il suo nome è dedicato alla profetessa biblica Debora.